# Pellaea truncata
Pellaea truncata là một loài thực vật có mạch trong họ Adiantaceae. Loài này được Goodd. miêu tả khoa học đầu tiên năm 1912.

## Hình ảnh

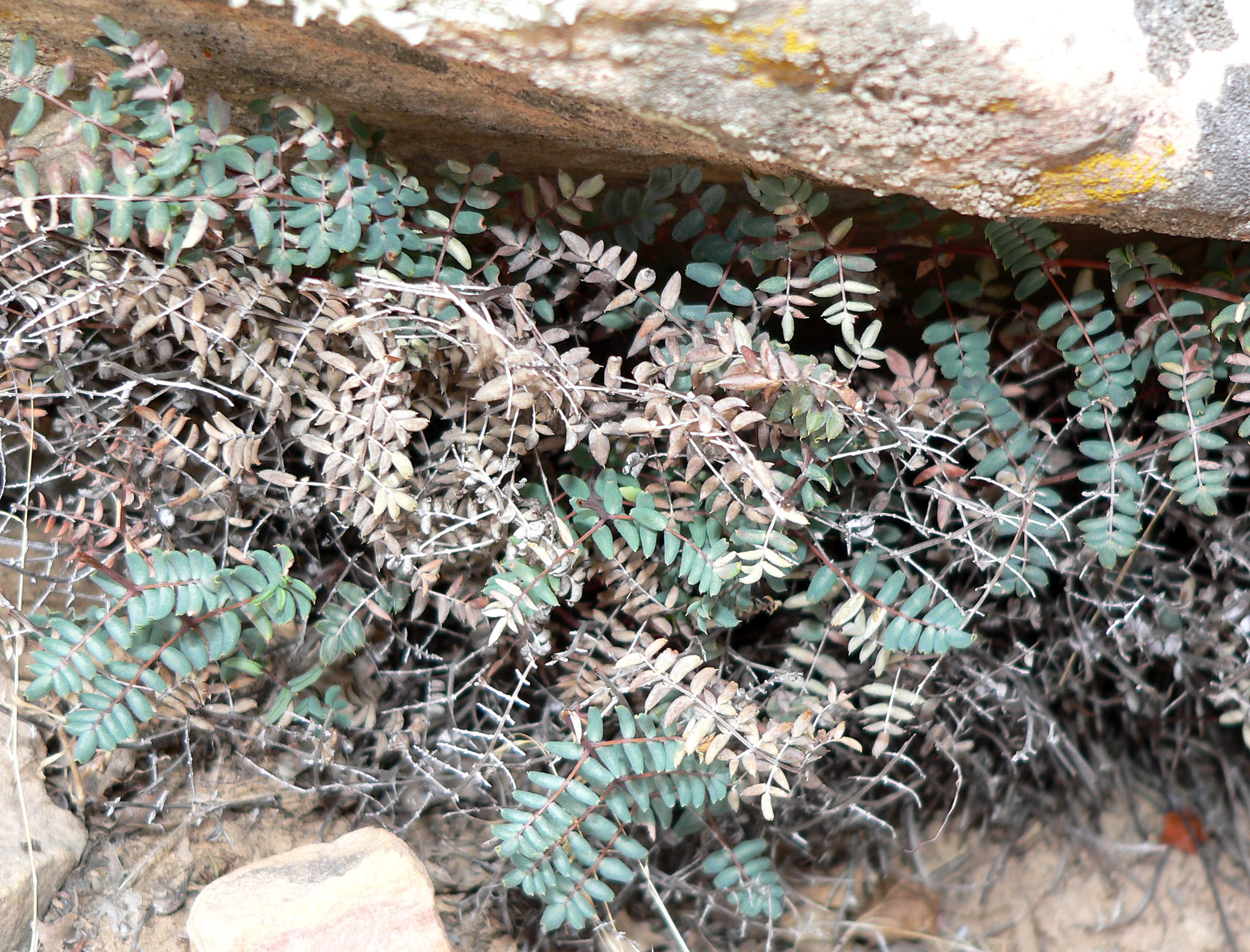
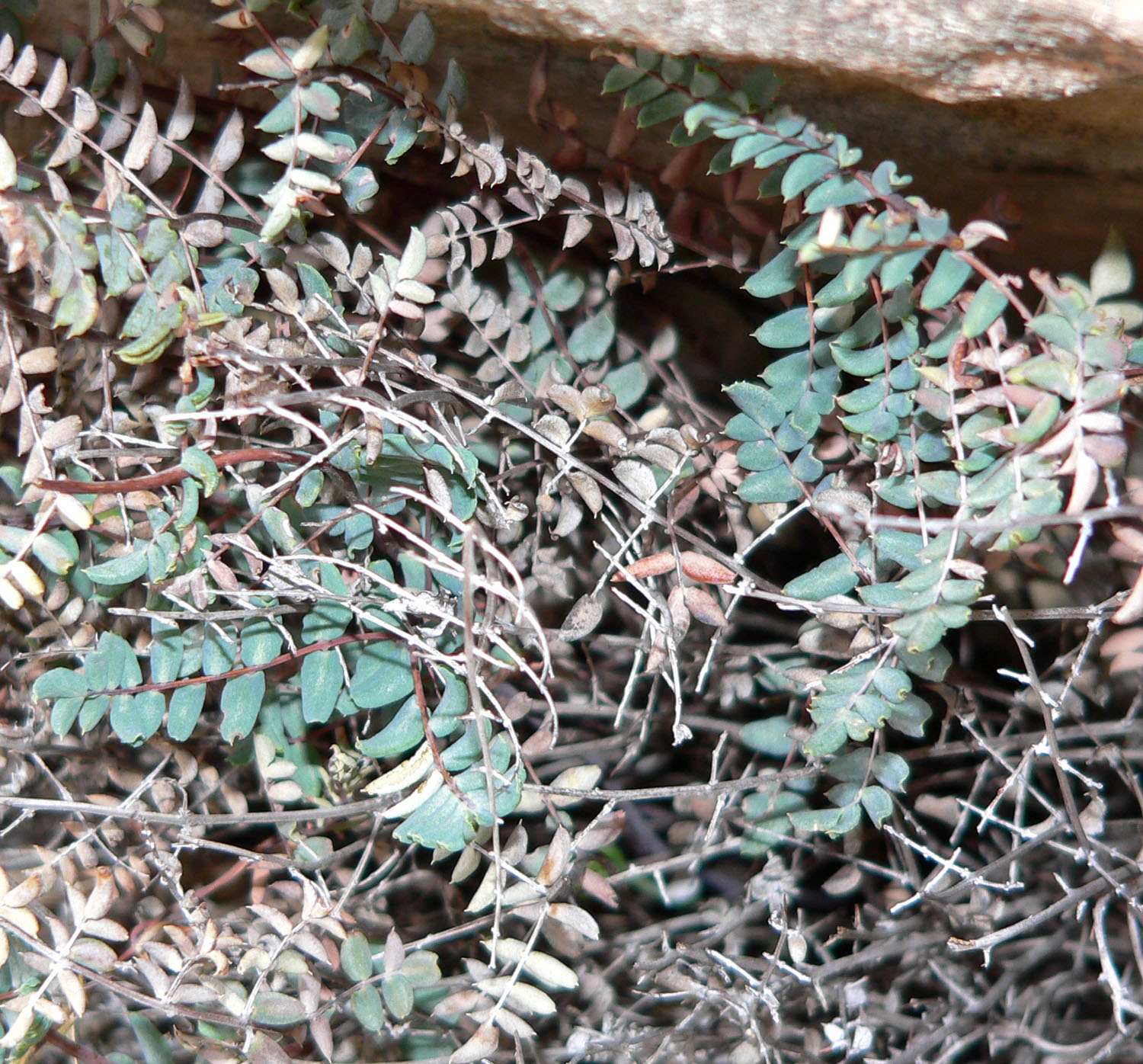
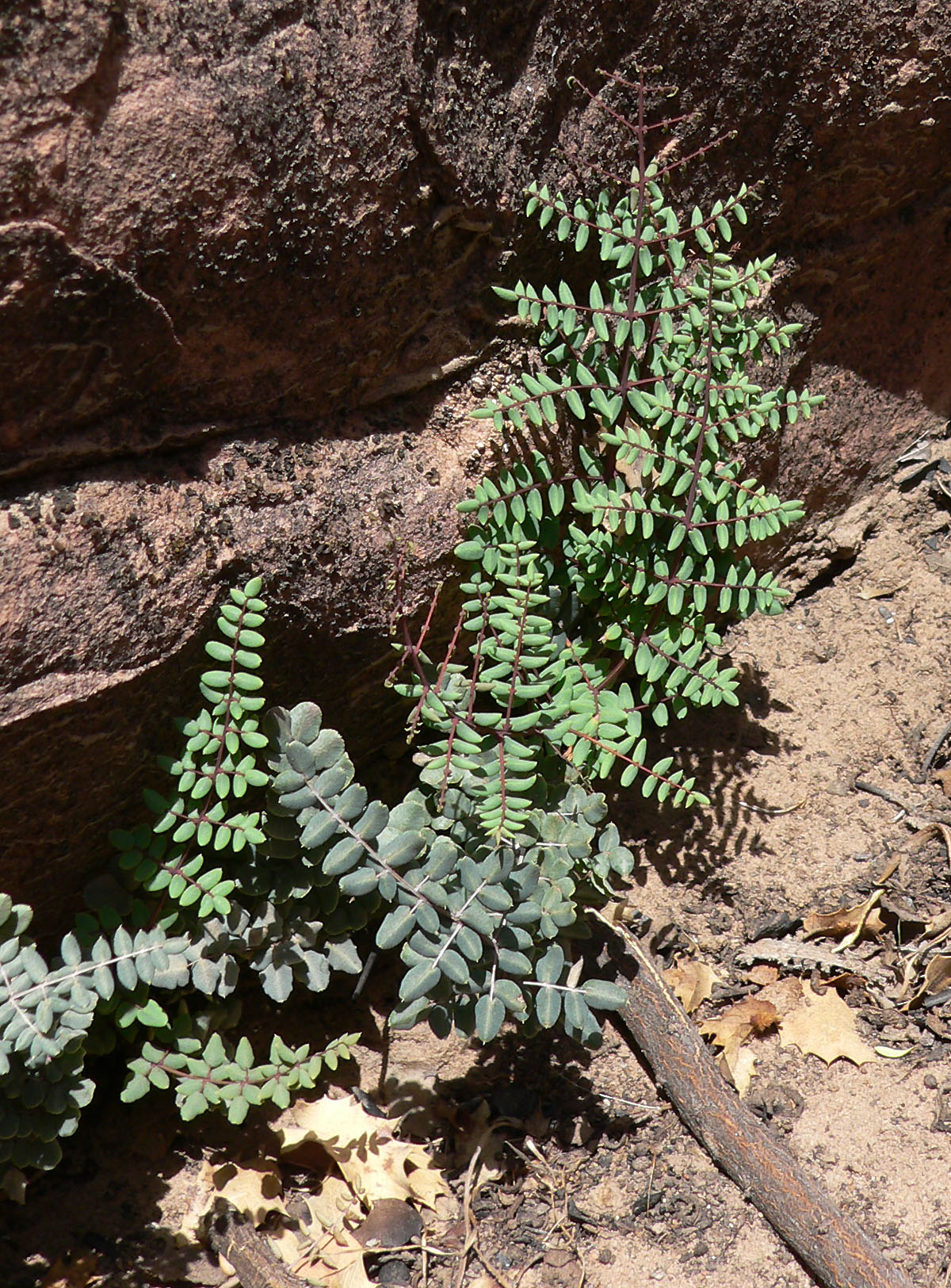
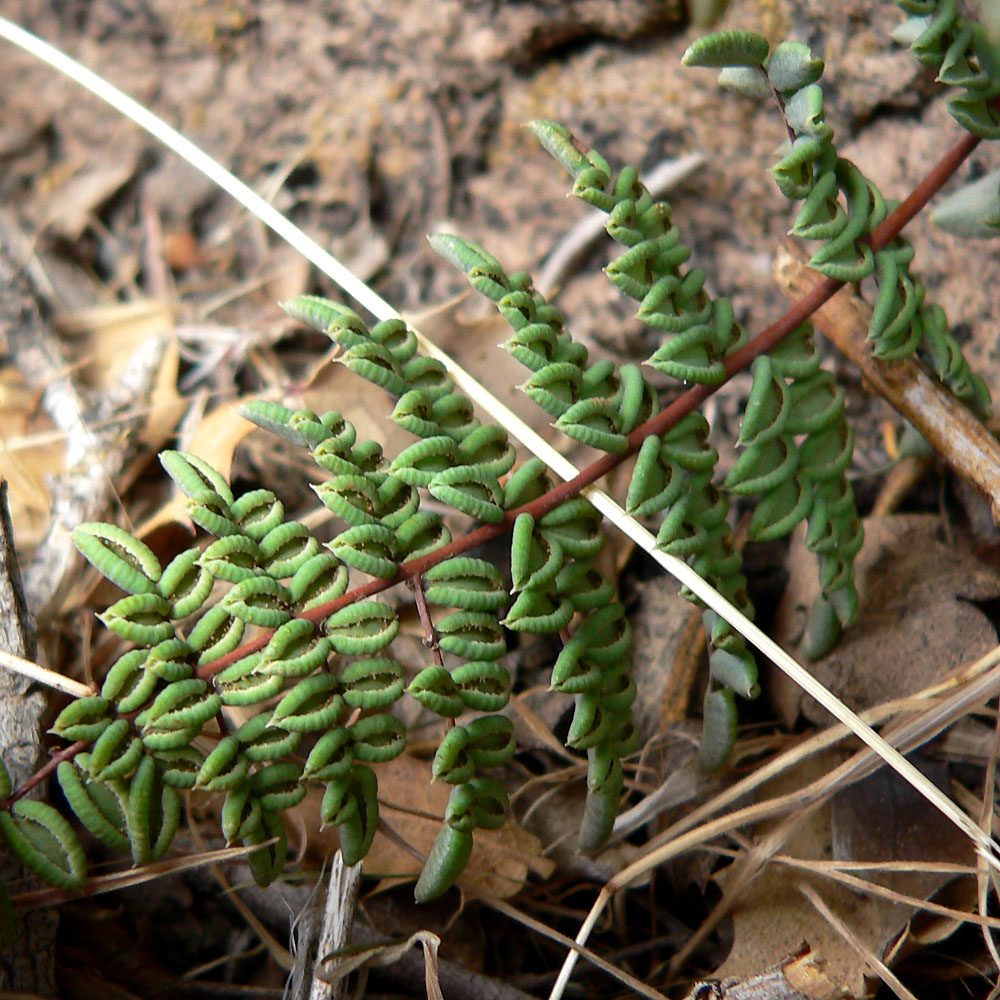